# Gorgonops
Gorgonops era um gorgonopsídeo que deu o nome ao grupo de animais a qual pertence.
Como os restantes gorgonopsídeos, o gorgonops era um dos maiores predadores do Lopinguiano.